# 王度 (收藏家)
王度（1938年6月—2015年11月14日），出生於香港，浙江杭州人，古董收藏家。

## 簡履
- 1961年國立政治大學新聞學系畢業後，便前往美國紐約大學進修。
- 1964年紐約攝影學院畢業後，在美國紐約紐澤西州經營連鎖餐廳錦江川菜館多達七家規模。
- 2011年目前居住於台北市信義區。

## 曾任
- 美國刀劍協會榮譽理事、美國退伍警察協會理事、紐約市市長候選人郭德華競選總部華人副召集人
- 中華民國美術刀劍保存協會首屆理事長、中華銅鏡協會首屆理事長、中華文物保護協會第二屆理事長
- 海峽兩岸藝文交流協會副理事長、台北仁愛扶輪社第三屆社長、國際扶輪世界年會召集人之一。

## 現任
- 法務部調查局榮譽顧問、北京大學榮譽校董及顧問教授、國立臺灣藝術大學有章藝術博物館榮譽館長[2]。

## 出版著作
《紫泥》《帶飾三千年》《息齋藏劍》《息齋藏鏡》《于右任千字文》《妙藏心傳》《香薰香爐暖爐》《指掌乾坤-如意》《指掌乾坤-板指鼻煙壺》《百年煙痕》《髹飾風華》《束玉橫金》《香檻梨床》《英雄古今刀劍展》《鬥品團香-中國茶文化》《鬥品團香-日本茶文化》《御馬金鞍》《雅石乾坤》《壽石乾坤》《揮日挑雲》 等二十餘本。

## 展覽
- 2014年11月15-24於台北寶麗廣場舉辦點翠飾品文物之展覽，「王樣---藍色傳奇‧風華再現」特展主要以王度所蒐集之點翠飾品與黃嘉坤收藏之紫砂古壺為主展品。

1. ↑  .   [2016-03-14]. （原始内容存档于2016-04-09）.
2. ↑  新聞稿, , 國立臺灣藝術大學教務處綜合業務組, 2008-03-26  [2021-02-11][]